# Minimum Enroute Level
In campo aeronautico, il Minimum Enroute level (MEL) è la quota minima alla quale un aeromobile deve percorrere un segmento di rotta. Il MEL può variare in base alle zone in cui si vola, e in base agli ostacoli o restrizioni presenti su una certa aerovia, SID o STAR. 
Il MEL viene sempre espresso in livelli di volo sia pari che dispari, dato che la quota è riferita alla pressione barometrica standard di 1013,2 millibar. 
Il MEL per ogni tratto di aerovia si determina considerando un QNH di 960 hPa e considerando l'elevazione del più alto ostacolo presente in un raggio di 10 NM dalla linea centrale dell'aerovia e garantisce una separazione di almeno 2000 ft dal più alto ostacolo esistente nella fascia protettiva di diametro 20 NM.
Inoltre per la determinazione del MEL si tiene conto anche dei seguenti fattori:
- la separazione dagli ostacoli (montagne, edifici)
- la copertura radar (capacità da parte del centro di controllo radar di identificare la traccia dell'aeromobile sul radar)
- la copertura del segnale delle radioassistenze (VOR\DME, NDB)
- la copertura del segnale radio necessario per il contatto con il controllo del traffico aereo